# Halovo
Halovo (en serbe cyrillique : Халово) est un village de Serbie situé sur le territoire de la ville de Zaječar, district de Zaječar. Au recensement de 2011, il comptait 682 habitants.

## Démographie

### Évolution historique de la population
| 1948  | 1953  | 1961  | 1971  | 1981  | 1991  | 2002 | 2011 |
| ----- | ----- | ----- | ----- | ----- | ----- | ---- | ---- |
| 1 634 | 1 554 | 1 545 | 1 454 | 1 331 | 1 141 | 856  | 682  |

|  |